# Górki (Kostki Duże)
Górki – część wsi Kostki Duże w Polsce, położona w województwie świętokrzyskim, w powiecie buskim, w gminie Busko-Zdrój.
W latach 1975–1998 Górki administracyjnie należały do województwa kieleckiego.